# تقريب ستيرلينغ

مقارنة بين تقريب ستيرلينغ من جهة (اللون الأحمر) ودالة غاما من جهة أخرى (اللون الأزرق). مُثلت دالة العاملي بنقاط على منحنى دالة غاما.

في الرياضيات، تقريب ستيرلينغ (بالإنجليزية: Stirling's approximation)‏ (أو صيغة ستيرلينغ (بالإنجليزية: Stirling's formula)‏) هو صيغة رياضية تستخدم لتقريب قيم العاملي الكبيرة. سمي كذلك نسبة إلى عالم الرياضيات جيمس ستيرلينغ.
{\displaystyle \ln n!\cong n\ln n-n\,}

## مصدر الصيغة
يمكن أن يُحصل بسرعة على أبسط شكل لتقريب ستيرلينغ، بالعمل على المجموع التالي:
{\displaystyle \ln(n!)=\sum _{j=1}^{n}\ln j}
بحساب التكامل:
{\displaystyle \sum _{j=1}^{n}\ln j\approx \int _{1}^{n}\ln x\,{\rm {d}}x=n\ln n-n+1.}
انظر إلى قاعدة شبه المنحرف وإلى صيغة أويلر-ماكلورين وإلى عدد برنولي وإلى جداء واليس.

## مصدر آخر لتقريب ستيرلينغ
يمكن التعبير عن دالة العاملي باستعمال دالة غاما كما يلي:
{\displaystyle n!=\int _{0}^{\infty }x^{n}e^{-x}\,{\rm {d}}x.}
انظر إلى طريقة لابلاص.

## صيغة ستيرلينغ بالنسبة لدالة غاما
بالنسبة لجميع الأعداد الطبيعية، يتوفر ما يلي:
{\displaystyle n!=\Gamma (n+1),}
حيث Γ هي دالة غاما.
لكن، دالة غاما هي دالة ليست معرفة على مجموعة الأعداد الصحيحة فقط، بل هي معرفة على مجموعة الأعداد العقدية كاملة، باستثناء الأعداد الصحيحة السالبة.
{\displaystyle \ln \Gamma (z)=z\ln z-z+{\tfrac {1}{2}}\ln {\frac {2\pi }{z}}+\int _{0}^{\infty }{\frac {2\arctan \left({\frac {t}{z}}\right)}{e^{2\pi t}-1}}\,{\rm {d}}t.}

## التاريخ
اخترعت هذه الصيغة أول مرة من طرف عالم الرياضيات أبراهام دي موافر على الشكل التالي:
{\displaystyle n!\sim [{\rm {constant}}]\cdot n^{n+{\frac {1}{2}}}e^{-n}.} حيث constant هي ثابتة ما.
أعطى أبراهام دي موافر قيمة مقربة للوغاريتم الطبيعي لتلك الثابتة في شكل عدد جذري. أثبت ستيرلينغ فيما بعد أن هذه الثابتة هي بالتحديد {\displaystyle {\sqrt {2\pi }}}.

## مثال
القيمة الفعلية ل‌15! هي 1307674368000، القيمة التقريبي هي 1300420000000 (الخطأ النسبي حوالي 0.006):
{\displaystyle ln(A(15))=15(ln(15)-1)+{\frac {1}{2}}(ln(2\pi )+ln(15))\approx 27.89371\Rightarrow 15!\approx A(15)=e^{ln(A(15))}\approx 1300420000000}